# Нікітенко Іван Трифонович
Іва́н Три́фонович Нікіте́нко (1900, Війтівка — 1976, Київ) — український науковець у галузі механізації сільського господарства. Кандидат сільськогосподарських наук (1959). Лауреат Державної премії УРСР в галузі науки і техніки (1971). Дослідник розвитку зернових культур у передзбиральний і збиральний періоди, розробник способів скорочення втрат врожаю при його збиранні.
Протягом 20 років різних періодів життя — науковий співробітник Якимівської науково-дослідної станції механізації сільського господарства (1930—1950) та Українського науково-дослідного інституту механізації сільського господарства (1950—1970). Автор близько 50 наукових робіт, учень професора Олександра Алова.

## Життєпис
Народився у 1900 році в селі Війтівка на теперішній Вінниччині в селянській родині. У Війтівці жив до 1930 року.
У 1925 році закінчив робітничий факультет Харківського інституту народної освіти, у 1930 році — кафедру сільськогосподарських машин і знаряддя Харківського інституту сільського господарства і лісівництва, здобувши спеціалізацію «Агроном-організатор механізованих господарств». Учень професора Олександра Алова.
Відтоді ж — молодший, з 1938 року — старший науковий співробітник Якимівської науково-дослідної станції механізації сільського господарства на Запоріжжі. Очолював лабораторію механізації сільського господарства. З початком німецько-радянської війни брав участь в евакуації станції до Азербайджанської РСР.
З 1950 року — завідувач лабораторії зернозбиральних машин Українського науково-дослідного інституту механізації сільського господарства. З 1953 року — заступник директора інституту з наукової роботи. У 1959 році здобув науковий ступінь кандидата сільськогосподарських наук, захистивши дисертацію на тему «Дослідження динаміки накопичення сухої речовини у зерні та обґрунтування технології двофазного збирання зернових культур».
З 1960 року — завідувач лабораторії механізації технологічних процесів вирощування та збирання зернових і зернобобових культур. У 1970 році вийшов на заслужений відпочинок. Помер у 1976 році. Похований у Києві.

## Наукова діяльність
Автор близько 50 наукових робіт, у яких досліджував розвиток зернових культур у передзбиральний і збиральний періоди, динаміку накопичення сухої речовини у зерні, розробив способи скорочення втрат врожаю при його збиранні.
Спільно з колегами обґрунтував правильність роздільного збирання соломи та полови за допомогою комбайнів, збирання копиць соломи начіпними штовхальними волокушами комбайнів. Розробив збирально-лущильний агрегат.
У 1971 році, разом із колегами, нагороджений Державною премією УРСР в галузі науки і техніки «за розробку технології та комплексу машин для потокового збирання зернових і зернобобових культур з одночасним подрібненням та скиртуванням соломи».

## Науковий доробок (частковий)
- Инструктивные указания по квадратно-гнездовой посадке и посеву пропашных культур / Управление сельскохозяйственной пропаганды Киевского областного управления сельского хозяйства ; [составлено: И. Т. Никитенко и др.]. — Киев: Киевская обл. тип., 1954. — 17, [1] с. : ил. (рос.)
- Борьба с потерями на уборке / И. Т. Никитенко, М. Д. Галенко. — Москва: Сельхозгиз, 1956. — 61 с. : ил. (рос.)
- Внедрение комплексной механизации возделывания и уборки зерновых культур по новой технологии и особенности конструкции новых машин. — Киев: Ин-т техн. информации, 1964. — 24 с. (рос.)

## Нагороди
- 1971 — Державна премія УРСР в галузі науки і техніки — «за розробку технології та комплексу машин для потокового збирання зернових і зернобобових культур з одночасним подрібненням та скиртуванням соломи»
- орден Трудового Червоного Прапора
- орден «Знак пошани»[3][1]